# Chrostosoma chalconitis
Chrostosoma chalconitis là một loài bướm đêm thuộc phân họ Arctiinae, họ Erebidae.